# Цю Бо
Цю Бо (кит. упр. 邱波, пиньинь Qiū Bō, род. 31 января 1993) — китайский прыгун в воду, призёр Олимпийских игр и четырёхкратный чемпион мира.

## Биография
Цю Бо родился в 1993 году в Нэйцзяне провинции Сычуань. С 1998 года стал тренироваться в местной спортшколе, в 2000 году вошёл в сборную провинции, 1 ноября 2008 официально вошёл в состав национальной сборной.
В 2009 году Цю Бо завоевал бронзовую медаль чемпионата мира, в 2010 — две золотые медали юношеских Олимпийских игр, в 2011 — две золотые медали чемпионата мира, в 2012 — серебряную медаль Олимпийских игр.
Летом 2015 года Цю Бо на чемпионате мира по водным видам спорта в Казани в индивидуальных прыжках с 10-метровой вышки обогнал американца Давида Будайю, завоевав золотую медаль и набрав в последнем прыжке 107 баллов. Только Цю Бо и Грег Луганис трижды побеждали в личных прыжках с вышки на чемпионатах мира.
Был известен тем, что редко выступал на высшем уровне в синхронных прыжках.